# Strontiumdithionat
Strontiumdithionat ist eine anorganische Verbindung aus der Gruppe der Dithionate.

## Gewinnung und Darstellung
Strontiumdithionat kann durch eine mehrstufige Reaktion aus Ammoniak und Schwefeldioxid, Mangandioxid und Strontiumhydroxid gewonnen werden.

## Eigenschaften
Strontiumdithionat-Tetrahydrat kristallisiert im trigonalen Kristallsystem in der Raumgruppe P32 (Raumgruppen-Nr. 145) mit den Gitterparametern a = 12,692 Å und c = 19,186 Å sowie 12 Formeleinheiten pro Elementarzelle. Bei höherer Temperatur zersetzt es sich. Zwischen 35 °C und 85 °C werden drei Moleküle Kristallwasser abgegeben. Das letzte Wassermolekül wird zwischen 90 °C und 130 °C abgegeben. Das wasserfreie Strontiumdithionat zersetzt sich zwischen 174 °C und 230 °C unter Abgabe von Schwefeldioxid zu Strontiumsulfat.